# Xylocopa wellmani
Xylocopa wellmani là một loài Hymenoptera trong họ Apidae. Loài này được Cockerell mô tả khoa học năm 1906.